# Vilafamés
Vilafamés és un municipi del País Valencià que es troba a la comarca de la Plana Alta.

## Geografia

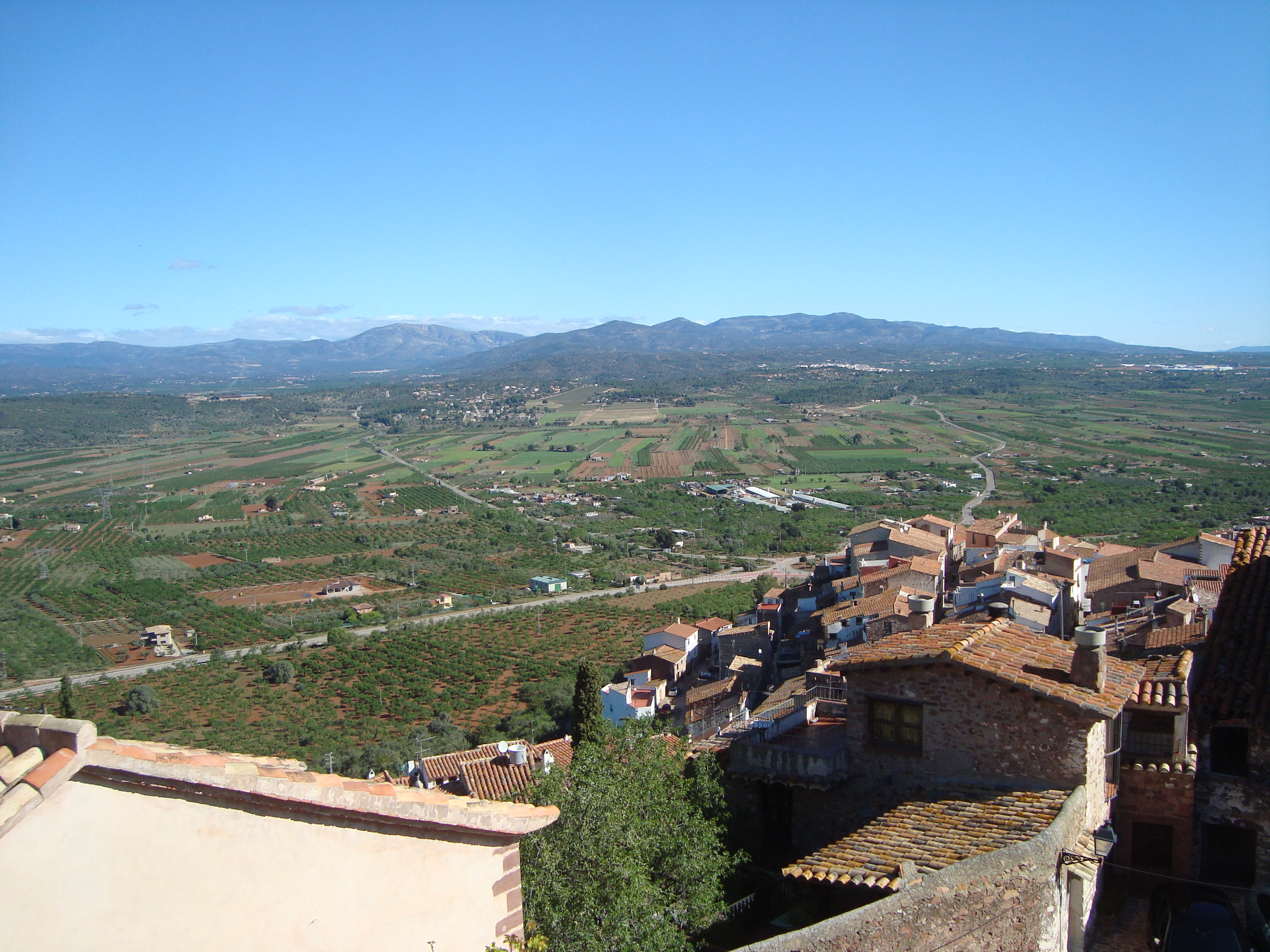
Vista del Pla de l'Arc des de Vilafamés

Limita amb la Vall d'Alba, Cabanes, la Pobla Tornesa, Borriol, Sant Joan de Moró, Costur i les Useres. Dins del terme municipal de Vilafamés es troben també els nuclis de població de La Basseta i La Foia.
Ocupa una posició estratègica sobre l'alt d'una muntanya que forma part de l'extrem septentrional de la Serra de les Conteses o Serra de Borriol. Esta ubicació li conferix àmplies vistes sobre el Pla de l'Arc que s'estén als seus peus i els paisatges circumdants. Al seu torn, la seua posició a mitjan pas entre les terres de l'interior i el litoral, fa que el municipi tinga les característiques pròpies d'una població d'interior amb els avantatges que suposa la seua proximitat a la costa. És per això que té característiques climàtiques pròpies d'una població mediterrània, amb hiverns suaus i estius calorosos.
El paisatge de la zona està constituït per una dicotomia entre la zona plana i les muntanyes que envolten el pla. El paisatge propi de la zona plana està constituït per la parcel·lació de les terres, transformades per a l'activitat agrícola, mentre que les zones muntanyoses que no es troben roturades presenten en determinats punts formacions boscoses. És ací on predomina el pi blanc (pinus halepensis), encara que també es dona la varietat de pi carrasquer. En les zones d'ombria hi ha vegetació de carrasques, alzines, i arbustos de diverses espècies.

## Història

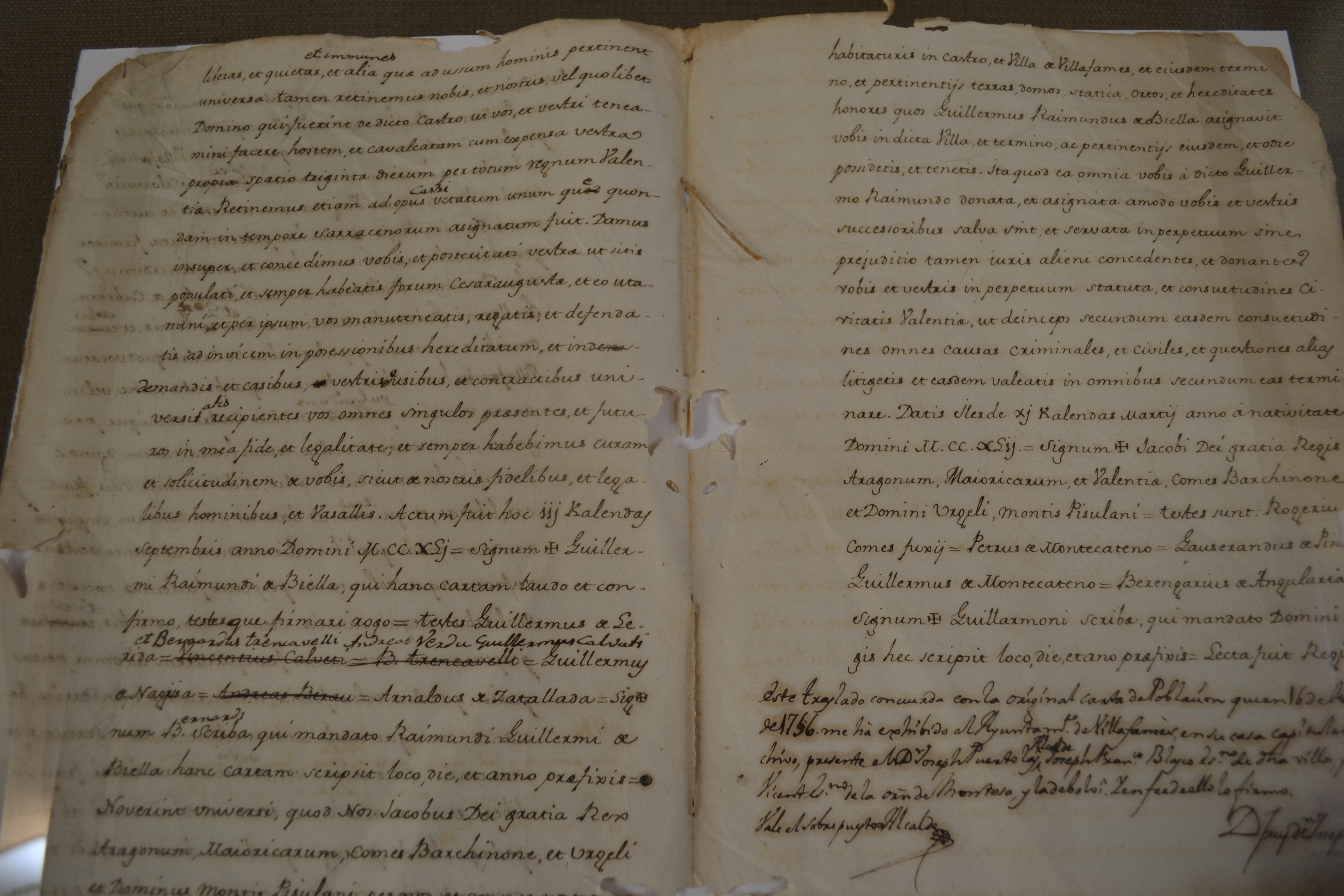
Carta pobla de Vilafamés (1241).

Les primeres evidències d'ocupació de l'entorn de Vilafamés se centren en les troballes arqueològiques realitzades en l'anomenat "Homo erectus vilafamensis”, on es van localitzar restes antropològiques Els seus orígens es remunten al Plistocè mitjà, segons els descobriments en la Cova de Dalt del Tossal de la Font amb una antiguitat de 80.000 anys. Una continuïtat en l'ocupació del mitjà estaria reflectida en la Cova del Matutano, jaciment del Paleolític Superior. Les primeres manifestacions artístiques apareixen amb les pintures esquemàtiques de l'edat del bronze.
Del període musulmà es conserven, entre altres elements, la fonamentació del castell que corona el turó sobre el qual s'assenta el municipi i el traçat urbà de la zona contigua al mateix, d'estrets carrerons tortuosos. Queden així mateix vestigis de les antigues fortificacions constituïdes per llenços de muralla i restes de torres.
Fou conquistada la plaça l'any 1233 per les tropes reials, i donada a poblar el 30 d'agost del 1241 a Guillem Ramon de Viella i d'altres. Englobava dins del seu territori els llocs de Moró i Vall d'Alba, el qual s'independitzaria com a municipi segles després, en 1925. La donació va ser confirmada posteriorment pel mateix monarca a Lleida el 21 de febrer de 1242. En 1265 va passar a formar part del patrimoni dels hospitalaris de Sant Joan, després d'una permuta real amb eixe orde per la vila d'Olocau del Rei. Els hospitalaris seran els seus amos fins 1317, data en què la vila i el castell queden annexionats a la recentment creada Ordre de Montesa, seguint les vicissituds històriques dels pobles montesians. Posteriorment fou unionista i agermanada, en contra del seu senyor, el Mestre de l'Orde. Contra la mateixa orde s'enfrontaria al consistori de Vilafamés l'any 1635, quan es va sol·licitar a la Santa Seu la compra de la jurisdicció alfonsina, incorporant-se des d'aleshores al Patrimoni Reial.
Durant les guerres carlines del segle xix Vilafamés fou escenari en repetides ocasions de les escaramusses entre isabelins i les tropes comandades pel general carlí Ramon Cabrera, el Serrador i Forcadell. Els carlins van assetjar Vilafamés i tractaren d'assaltar la vila diverses vegades. Al març de 1837 va patir el primer intent d'assalt de les tropes carlines. El 29 d'octubre de 1838 la guarnició de la plaça rebutja un segon intent, que es repetirà el 3 de gener de l'any següent, esta vegada amb Cabrera al capdavant de les tropes, que des de les muntanyes que dominen la vila començaren a atacar la població, trencant foc contra la ciutadella. En aquella ocasió es va fer front al setge per part dels veïns a més de comptar amb l'ajuda d'una columna mòbil enviada per l'Ajuntament de Castelló i un destacament d'artilleria de Marina, molt poc nombrós. Els continus enfrontaments van durar cinc dies, rebutjant la població tots els atacs de Cabrera, fins que el dia 7 l'arribada de tropes reals va obligar el general carlí a alçar el setge. Cabrera intentà el colp definitiu a l'abril del mateix any, establint un campament davant de la població. El dia 16 es va obrir una bretxa en les muralles, encara que els atacants varen ser rebutjats i varen resultar infructuosos tots els esforços de prendre la plaça, que va acabar pràcticament derruïda.

## Demografia
En el primer cens fiscal, del 1320, comptava amb 150 veïns (vilafamesins), que el 1565 passaren a ser 159, augmentant a 450 a finals del xviii. Madoz, assenyala per al 1845, 1.973 habitants. A les primeries del nostre segle n'eren 5.600 (inclosa La Vall d'Alba).
| 1900  | 1910  | 1920  | 1930  | 1940  | 1950  | 1960  | 1970  | 1981  | 1990  | 1992  | 1994  | 1996  | 1998  | 2000  | 2002  | 2004  | 2005  | 2006  | 2007  | 2009  | 2013  | 2014  |
| ----- | ----- | ----- | ----- | ----- | ----- | ----- | ----- | ----- | ----- | ----- | ----- | ----- | ----- | ----- | ----- | ----- | ----- | ----- | ----- | ----- | ----- | ----- |
| 6.708 | 7.314 | 7.356 | 4.154 | 3.652 | 3.385 | 3.219 | 3.018 | 3.063 | 3.093 | 1.408 | 1.425 | 1.422 | 1.427 | 1.471 | 1.546 | 1.703 | 1.725 | 1.802 | 1.925 | 2.017 | 1.920 | 1.912 |

## Economia

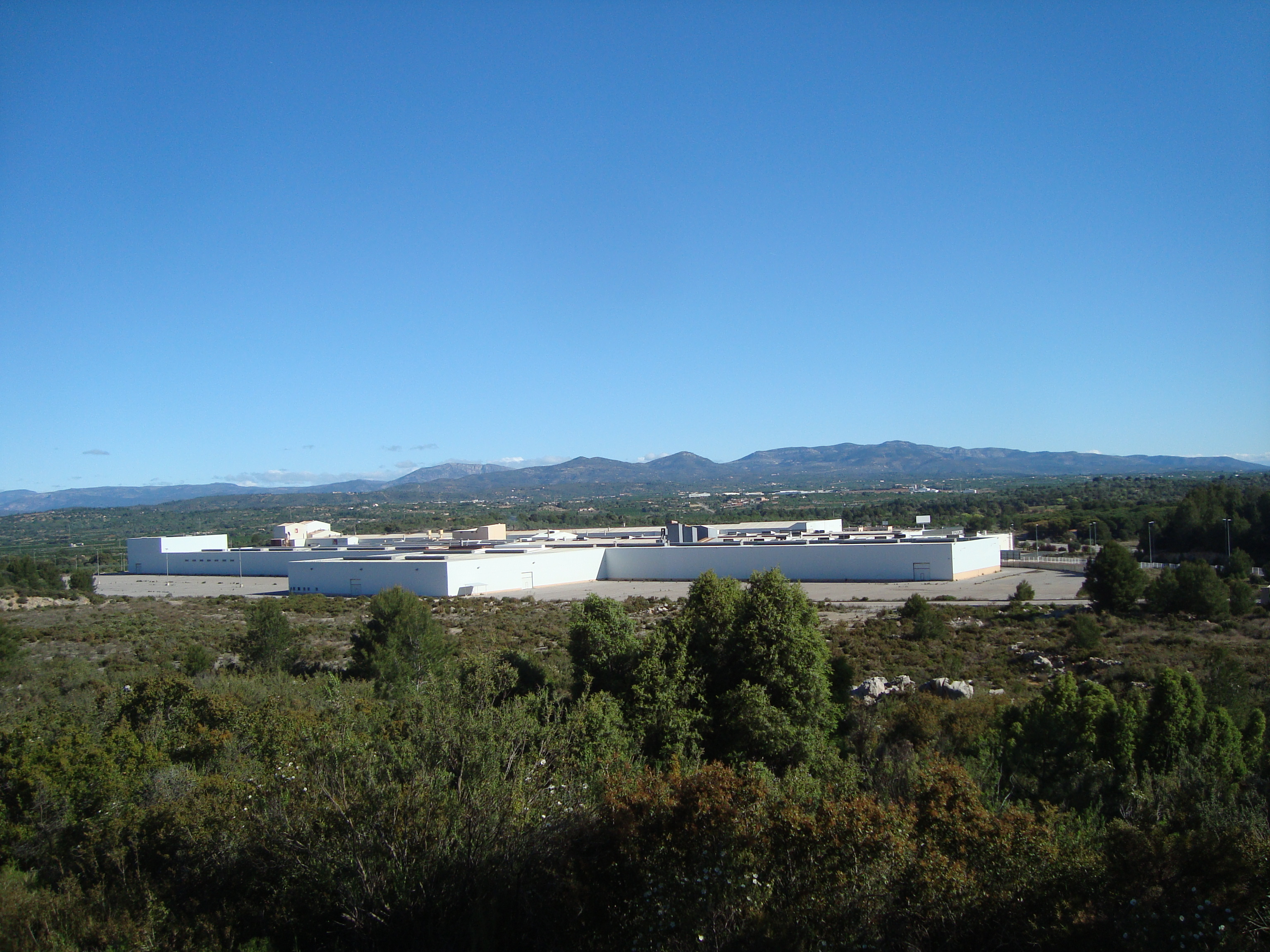
Fábrica, industria cerámica (Vilafamés)

La principal base econòmica de Vilafamés fins a mitjans de la dècada dels 70 del segle xx va ser l'agricultura basada en l'explotació de cultius de secà. Els principals productes agrícoles del municipi han sigut tradicionalment (i encara ho són en l'actualitat) l'oliva, la garrofa, el raïm, l'ametla i les fruites, al costat de les produccions de regadiu en el pla d'hortalisses i verdures.
A partir dels anys huitanta el sector industrial va adquirir la supremacia amb un fort desenvolupament de la indústria taulellera i de les empreses auxiliars del sector.

## Política i govern

### Composició de la Corporació Municipal
El Ple de l'Ajuntament està format per 9 regidors. En les eleccions municipals de 26 de maig de 2019 foren elegits 4 regidors del Partit Socialista del País Valencià (PSPV-PSOE), 3 del Partit Popular (PP) i 2 de Triem Vilafamés-Compromís (Compromís).
| Eleccions municipals de 26 de maig de 2019 - Vilafamés |                                          |                                     |                                     |        |          |          |
| Candidatura | Candidatura                              | Candidatura                         | Cap de llista                       | Vots   | Vots     | Regidors |
| | Partit Socialista del País Valencià-PSOE |                                     | Abel Ibáñez Mallasen                | 473    | 43,92%   | 4 (+1)   |
| | Partit Popular                           |                                     | María Luisa Torla Barrachina        | 324    | 30,08%   | 3 (-1)   |
| | Triem Vilafamés-Compromís                |                                     | Anna Andrada Forés                  | 240    | 22,28%   | 2 ()     |
| | Altres candidatures                      |                                     |                                     | 24     | 2,23%    | 0        |
| | Vots en blanc                            |                                     |                                     | 16     | 1,49%    |          |
| Total vots vàlids i regidors | Total vots vàlids i regidors             | Total vots vàlids i regidors        | Total vots vàlids i regidors        | 1.077  | 100 %    | 9        |
| | Vots nuls                                | Vots nuls                           | Vots nuls                           | 16     | 1,46%    |          |
| Participació (vots vàlids més nuls) | Participació (vots vàlids més nuls)      | Participació (vots vàlids més nuls) | Participació (vots vàlids més nuls) | 1.093  | 75,74%** |          |
| Abstenció | Abstenció                                | Abstenció                           | Abstenció                           | 350*   | 24,26%** |          |
| Total cens electoral | Total cens electoral                     | Total cens electoral                | Total cens electoral                | 1.443* | 100 %**  |          |
| Alcalde: Abel Ibáñez Mallasen (PSPV) (15/06/2019) Per ser la llista més votada, després de no haver obtingut majoria absoluta dels regidors (4 vots de PSPV) |                                          |                                     |                                     |        |          |          |
| Fonts: JEC, JEZ Castelló, M. Interior, Periòdic Ara. (* No són vots sinó electors. ** Percentatge respecte del cens electoral.)                              |                                          |                                     |                                     |        |          |          |

### Alcaldes
Des de 2015 l'alcalde de Vilafamés és Abel Ibáñez Mallasen del Partit Socialista del País Valencià (PSPV-PSOE).
| Període                       | Alcalde o alcaldessa                           | Partit polític | Data de possessió     | Observacions        |
| ----------------------------- | ---------------------------------------------- | -------------- | --------------------- | ------------------- |
| 1979–1983                     | Manuel Andreu Marza                            | AISJB          | 19/04/1979            | --                  |
| 1983–1987                     | Vicent Esteller Mallasén                       | CIV            | 28/05/1983            | --                  |
| 1987–1991                     | Vicent Esteller Mallasén                       | CIV            | 30/06/1987            | --                  |
| 1991–1995                     | Vicent Esteller Mallasén                       | PSPV-PSOE      | 15/06/1991            | --                  |
| 1995–1999                     | Vicent Esteller Mallasén Luisa Oliver Mallasén | PSPV-PSOE PP   | 17/06/1995 24/04/1996 | Moció de censura -- |
| 1999–2003                     | Luisa Oliver Mallasén                          | PP             | 03/07/1999            | --                  |
| 2003–2007                     | Luisa Oliver Mallasén                          | PP             | 14/06/2003            | --                  |
| 2007–2011                     | Luisa Oliver Mallasén                          | PP             | 16/06/2007            | --                  |
| 2011–2015                     | José Francisco Pons Martínez                   | PP             | 11/06/2011            | --                  |
| 2015–2019                     | Abel Ibáñez Mallasén                           | PSPV-PSOE      | 13/06/2015            | --                  |
| 2019-2023                     | Abel Ibáñez Mallasén                           | PSPV-PSOE      | 15/06/2019            | --                  |
| Des de 2023                   | n/d                                            | n/d            | 17/06/2023            | --                  |
| Fonts: Generalitat Valenciana |                                                |                |                       |                     |

## Monuments

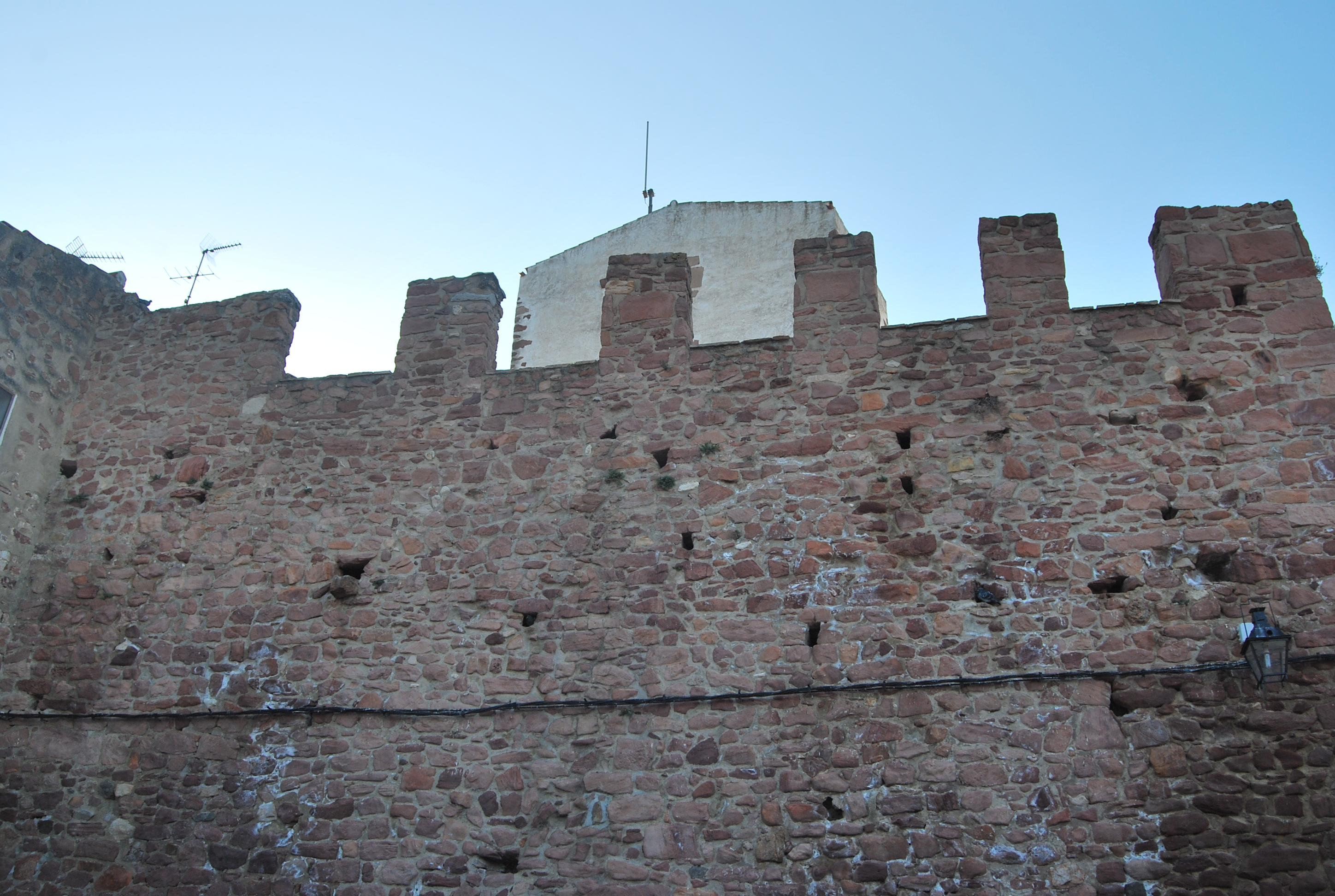
Muralles de Vilafamés.

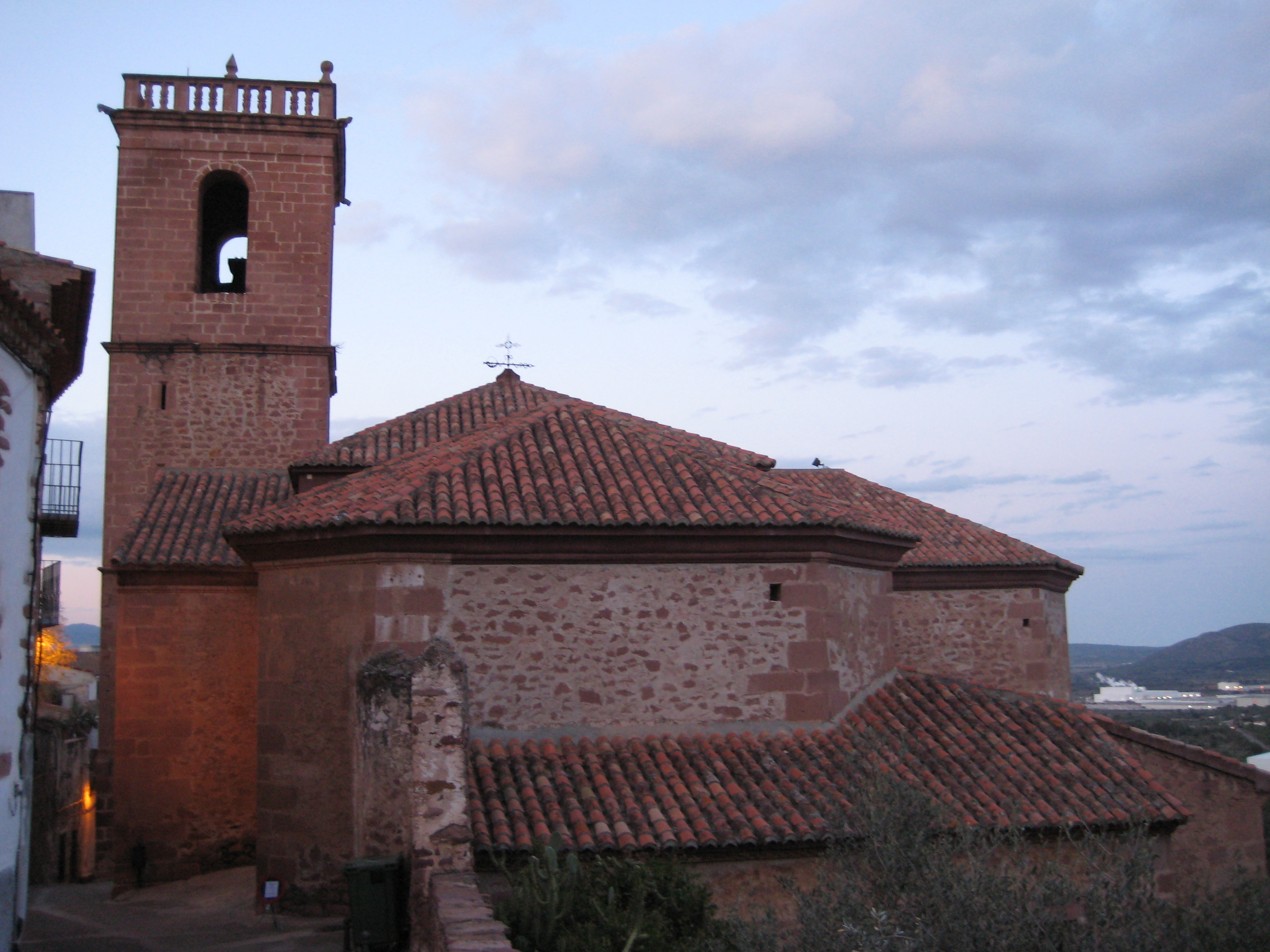
Església de l'Assumpció.

El nucli antic va ser declarat Conjunt Històric Artístic a l'abril de 2005. Està envoltat per una muralla, realitzada durant el segle xiv, que engloba en el seu interior les diverses edificacions urbanes així com els edificis emblemàtics del municipi.
Vilafamés es troba envoltada per la via romana que passa pel caient de la muntanya on es troba assentada la part antiga de la ciutat. Es tracta d'un dels conjunts històrics artístics de major importància del País Valencià per la seua bellesa i alt grau de conservació, així com per l'enclavament paisatgístic on està situat, en el qual s'integra amb una silueta particular. Posseïx una trama medieval adaptada a la seua particular topografia, en la qual conviuen l'arquitectura popular amb edificis notables d'arquitectura civil i religiosa, gòtica i barroca.

### Monuments religiosos

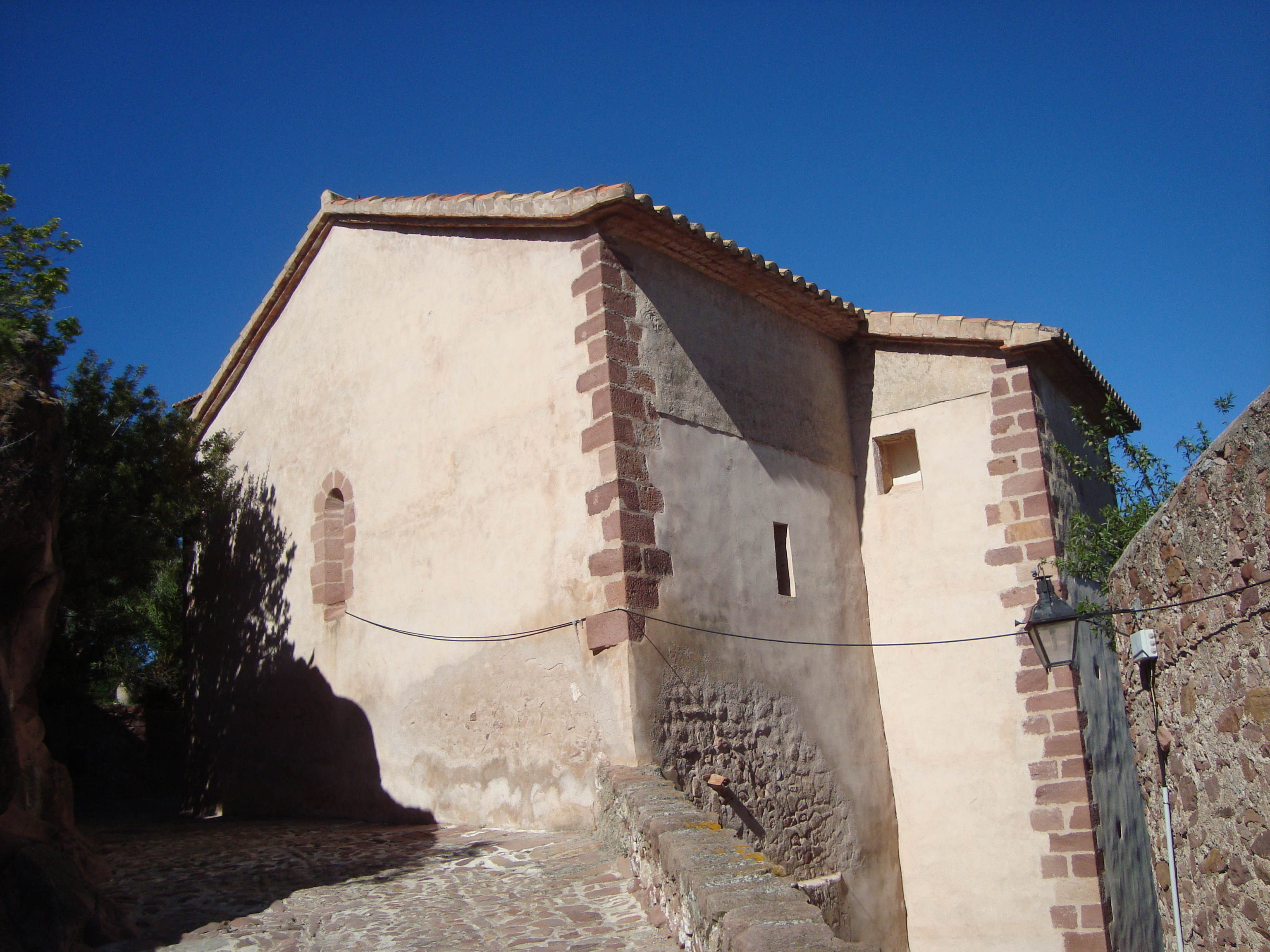
Ésglesia medieval de la Sang (Vilafamés)

- Església de la Sang. Està situada als peus del castell i és d'origen medieval, tot i que fou remodelada al segle xvii seguint l'estil barroc.
- Església de l'Assumpció. Situada al centre de la població, d'estil renaixentista amb importants transformacions barroques.
- Ermita de Sant Miquel. Es tracta d'una construcció senzilla datada en 1640 d'àmplia façana amb finestres i un espaiós porxo amb arquejades. S'estructura en dues parts, la religiosa, amb una sala per al culte de planta rectangular amb cor alt en els peus i la sagristia lateral, i hostatgeria per a ermità i masovers.
- Ermita de Sant Ramon. És una ermita senzilla, del segle xviii, de planta central i coberta amb cúpula cega.

### Monuments civils
- Ajuntament. Del segle xvi, guarda proporcions renaixentistes i és un bon exemple de l'arquitectura civil de Vilafamés.

- Castell i Muralles de Vilafamés. Del segle xiv, es troba en la part més elevada de la població, dominant el pla des d'una altura de 400 m. Encara que els fonaments del castell són d'època musulmana, i fins i tot més antics, presenta modificacions de molt diferents èpoques, les últimes d'elles de la Guerres Carlines. En l'actualitat es troba restaurat, conservant gran part de l'estructura original. S'aprecien grans trams de muralles i dues torres característiques.

- El Quartijo. És la zona urbana més antiga de la població. Està envoltada per un sistema de muralles que engloba el recinte primitiu de la població, corresponent a l'antiga vila, i on se situen les edificacions més antigues del municipi: Casa de la vila, església de la Sang, etc.

- Palau del Batlle. En 1971 va ser adquirit en ruïnós estat per la Diputació Provincial que després de diverses fases de restauració va cedir l'edifici a l'Ajuntament per a la instal·lació del Museu d'Art Contemporani.[8] El palau és una construcció del Gòtic Civil que data de finals del segle xiv. Va ser residència de l'Administrador real i més tard habitada del representant de l'Orde de Santa María de Montesa (s. XV - XVI).

### Monuments prehistòrics
- El Tossal de la Font. Gran cavitat on es van localitzar restes antropològiques atribuïts a l'home de Neandertal, en concret un individu femení de l'espècie Homo sapiens, amb una antiguitat aproximada de 80.000 anys, la qual cosa la convertix en l'únic jaciment d'eixe tipus localitzat al País Valencià.

- La Cova Matutano. Es tracta d'un jaciment pertanyent al Paleolític Superior, la bona conservació del qual el convertix en l'únic jaciment d'eixe període existent en les comarques de Castelló, que permet documentar un dels períodes menys coneguts de la Prehistòria, el qual s'estén entre el 14.000 i el 11.5000 BP.

- L'Abric del Castell. Alberga un dels conjunts de pintura rupestre esquemàtica més interessants del País Valencià. Destaquen entre els diversos motius pictòrics les representacions identificades com a antropomorfs, i entre elles, la realitzada mitjançant traç gruixut formant una espiral, que dibuixa un espai circular, tangent per la part inferior a una altra figura que es perllonga cap avall, amb dues puntes, i que ha estat interpretada com una representació solar.

- Roques de Mallasén. Es tracta d'un abric en la paret del qual rocosa allotja una representació pictòrica rupestre, en la qual apareix representada una sola figura humana, d'estil esquemàtic; realitzada en traç gruixut de coloració vermellosa.

- Els Estrets-El Racó de Rata. Es tracta d'un poblat de 0,2 ha de superfície, en perfecte estat de conservació i en el qual des de 1990 es porten a terme excavacions de forma regular. Destaca la torre de planta circular situada al costat de la zona d'accés a l'interior del poblat. El període d'ocupació correspon a l'Ibèric Tardà.

## Cultura

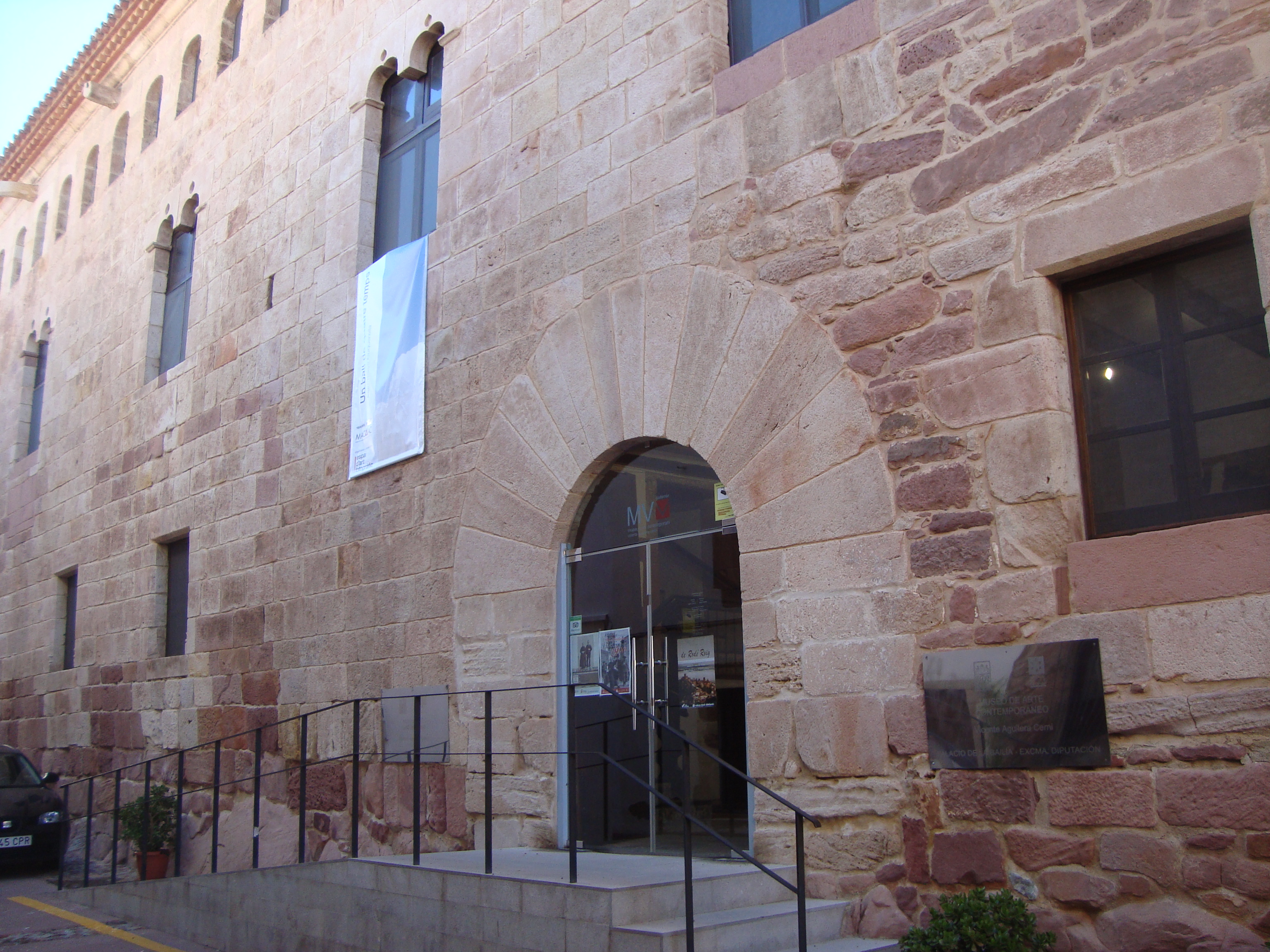
Palau del Batlle seu del museu d'Art Contemporani

- Museu d'Art Contemporani. Alberga obres d'uns 400 artistes com Miró, Chillida, Rafael Canogar, Josep Renau, Julio González o Equip Crònica, entre d'altres.

- Centre Internacional de Documentació Artística. Institució depenent del Museu d'Art Contemporani de Vilafamés. El Centre disposa de documentació relacionada amb el panorama artístic de la segona meitat del segle xx. Actualment disposa de 50.000 entrades de consulta.

## Llocs d'interés

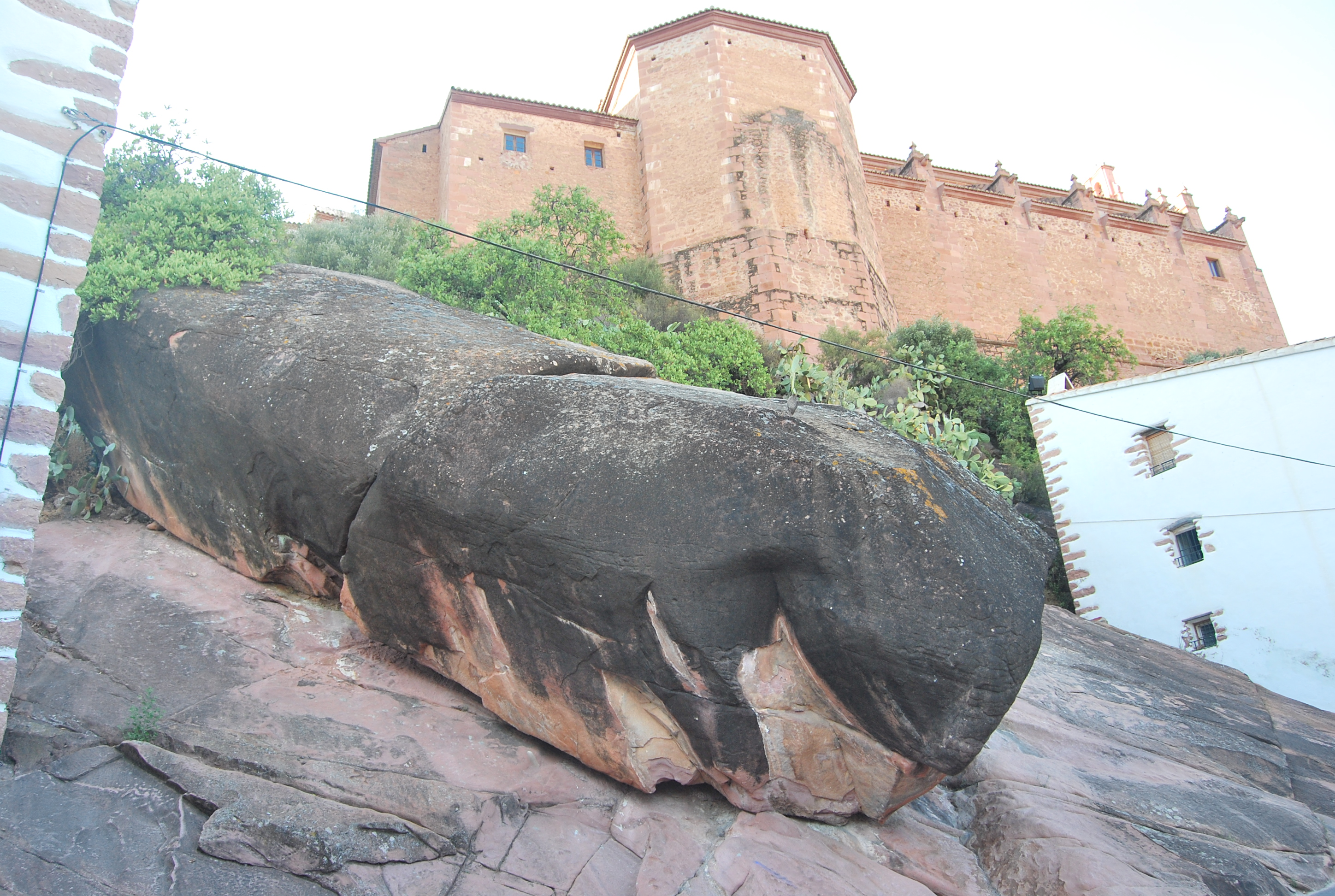
La Roca Grossa

- Roca Grossa. Monument natural. Mole de Rodeno, situada als peus de l'església parroquial.
- El Clot. És una cavitat, o formació kàrstica, en el terreny de forma cilíndrica situada en el vessant d'una muntanya. La vegetació que es troba en la zona està constituïda per alzines, oliveres i gran quantitat d'arbustos, així com plantes trepadores que ho han convertit en un ecosistema localitzat d'aspecte selvàtic.
- Cova Bolimi. S'accedix a la cavitat a través d'una escala natural que du a dues sales interiors de gran amplitud i amb voltes de fins a 3 metres d'altura. Al fons de la segona sala hi ha un original subministrament d'aigua potable. La vegetació de l'exterior de la cova és la característica de la zona muntanyosa: garrofera, esparreguera, margalló, figueres, oliveres, pins, romaní, farigoles, etc
- Paratge de Sant Miquel. Declarat Paratge Natural Municipal l'any 2007, es troba en direcció a Sant Joan de Moró, a cinc quilòmetres de Vilafamés; rep el nom per l'ermita de Sant Miquel, patró del municipi. Es tracta d'una zona caracteritzada per una vegetació exuberant, pròpia d'una geologia d'arenisques triàsiques. Està constituïda per pins i vegetació endèmica amb interessants exemplars de carrasques, alzines, salzes, etc.

## Festes i celebracions
- Sant Antoni Abat. Té lloc a mitjan mes de gener, destacant l'acte de la "matxá" o processó de les cavalleries que discorre pels diferents carrers del poble i on es realitzen grans fogueres i en determinats llocs es repartix un rotllo als participants.

- Sant Miquel Arcàngel. Té lloc el quart diumenge de Quaresma. Consistix en la realització d'un romiatge a l'ermita del mateix nom on es venera al patró de la localitat, Sant Miquel. En tornar al poble els romers té lloc la "processó dels creus", on participen els nens duent creus fetes amb bruc. Ja de nit té lloc la "processó dels borratxos".

- Festes patronals. Se celebren en honor de la Verge de l'Assumpció i al Crist de la Sang a mitjan agost. Les activitats són molt variades amb la realització d'exposicions, concerts, esports, concursos, revetlles, corregudes de bous, encara que entre tots ells destaca l'acte de la Serenata al Bou. Es tracta d'una tradició poc habitual en la qual s'exposa al públic un bou mort i obert en canal, amenitzat per una banda que toca un concert o "serenata".[9] Les festes destaquen bous embolats i bous al carrer.[9]

- Sant Miquel de "veremes". Se celebra el 29 de setembre, sent novament el patró del municipi, Sant Miquel, a qui es dedica la festivitat. El sobrenom «de veremes» de la festa es deu al fet que la celebració coincidix amb el període de collita del raïm.
- 1900. Se celebra els primers dies de maig. La festivitat recrea la vida dels ciutadans de Vilafamés en l'època del 1900.